# Burg Burgajet
Die Burg Burgajet (albanisch Kështjella e Burgajetit, auch Sarajet e Burgajetit) war der Familiensitz der Adelsfamilie Zogolli (Zogoğlu) im albanischen Dorf Burgajet, zehn Kilometer östlich von Burrel in der Gemeinde Mat. Es war ein landestypisches, großes Wohnhaus (Kulla), auch Serail (albanisch Saraj) genannt. Das Haus ist Geburtsort des Königs Zogu I.
Die Kulla lag auf einem Hügel oberhalb des Dorfes, abgelegen in der Berglandschaft von Mat. Die Zogolli standen dem rund 20.000 Personen umfassenden Stamm von Mat vor und regierten als Feudalherrscher das Gebiet. Das Dorf und die Kulla waren somit das administrative Zentrum der Region, die über keine Stadt verfügte.
Die Familie Zogu erklärt, dass das Gebäude – oder Vorgänger – aus dem 15. Jahrhundert stamme. Am Familiensitz wurden nebst dem albanischen König Ahmet Zogu auch sein Vater Xhemal Pascha Zogolli und sein Halbbruder Xhelal Bey Zogu geboren.
Jason Tomes, Biograf von Zogu, beschrieb einen Bau aus dem 19. Jahrhundert:

„ein solides, rechteckiges Gebäude mit zwei kleinen Flügeln, die in Richtung eines Hofes schauen. Dies war die Burg Burgajet, Zitadelle des Fürsten von Mati … das größte Haus meilenweit und das einzige mit gläsernen Fenstern. Das Innere war sogar noch charakteristischer … Ausgefallenes Mobiliar, importiert aus Österreich, wurde vor kurzem das Markenzeichen für Reichtum. Salonstühle, Vorhänge, Tischlampen und Nippes …“

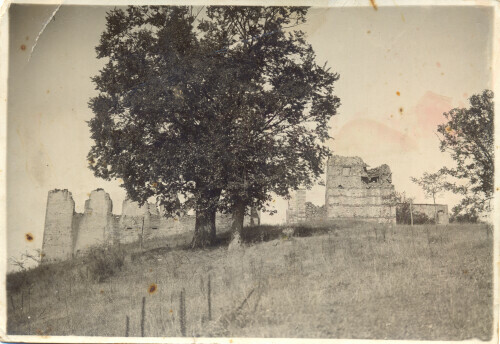
Foto des zerstörten Gebäudes aus den 1920er Jahren

Das Gebäude wurde während der Kriegswirren zu Beginn des 20. Jahrhunderts wiederholt in Brand gesteckt. Die Familie lebte in der Folge in Tirana und verfügte über mehrere Residenzen im ganzen Land. König Zog beabsichtigte, die Burg wiederaufzubauen, setzte den Plan aber nicht um, bis er 1939 aus dem Land vertrieben wurde. Als er später gefragt wurde, warum er Burgajet nicht wiederaufgebaut hatte, antwortete Zog: „Ich war zu beschäftigt damit, mein Land wiederaufzubauen.“ Während seiner Herrschaft würdigte eine Plakette seine dortige Geburt. Die Inschrift lautete:

„Në këtë kështjellë lindi me 8 tetuer 1895 naltmadhenija e tij Zog I. Mbret’ i Shqiptareve“

„In dieser Burg wurde am 8. Oktober 1895 seine Exzellenz Zog I., König der Albaner, geboren“

Außerdem waren die Ruinen das Motiv der beiden höchsten Werte einer Briefmarkenserie, die 1930 erschienen ist.
Nach der Machtübernahme durch die Kommunisten in Albanien wurden die Ruinen der Burg komplett abgetragen. Kein Zeichen auf dem Hügel sollte mehr an den König erinnern. Die Marmorsteine wurden verwendet, um die Gehsteige in Burrel zu belegen.
Nach dem Ende der kommunistischen Diktatur hat die Familie das Grab von Xhemal Pascha wiederaufgebaut.